# Grand Trunk Road
 (juillet 2020).

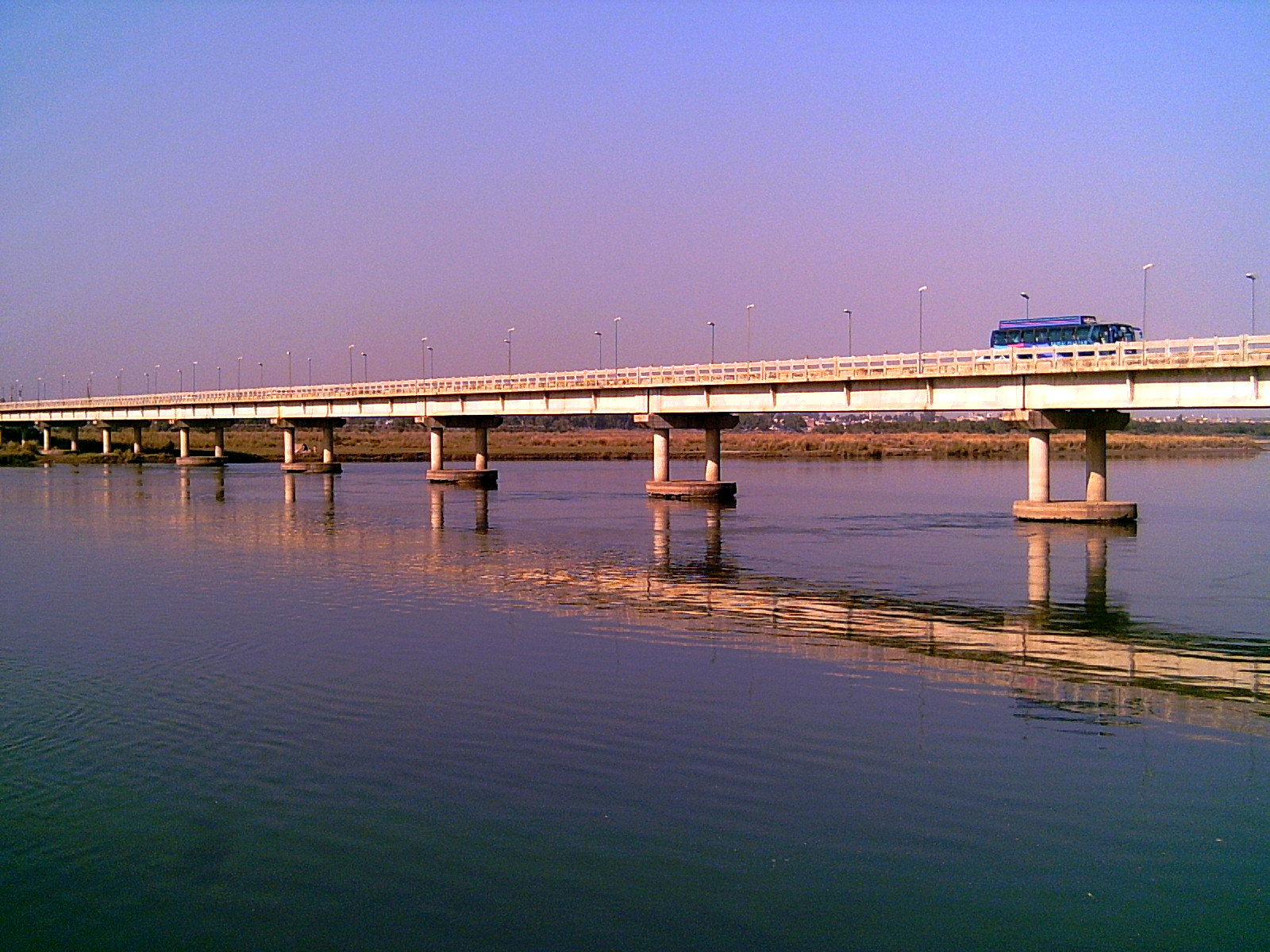
La route (moderne) passant au-dessus de la rivière de Jhelum en Pakistan.

La Grand Trunk Road ou simplement G.T. Rd est une grande route transcontinentale très ancienne reliant l'Inde orientale à l'Afghanistan, à travers le Nord de l'Inde et traversant le Pakistan. Elle commence à Howrah (sur les rives du Hooghly, en face de Calcutta) pour aboutir à Kaboul.  
Dans le réseau des routes nationales indiennes, la G.T. Rd porte le N°1.

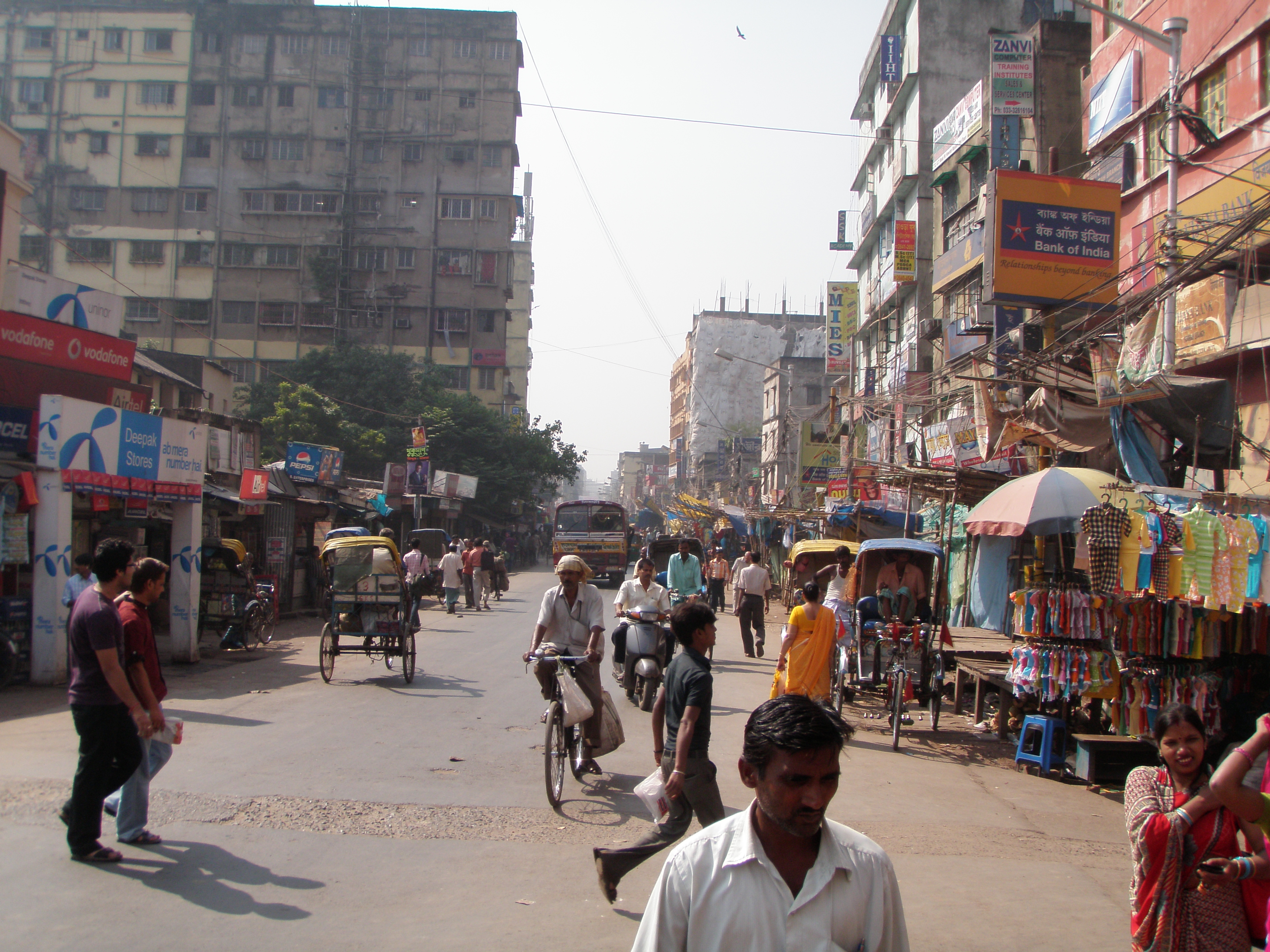
La 'Grand Trunk Rd', au départ (Howrah)

À l’origine, l'empereur Chandragupta Maurya a construit cette route le long de cette ancienne route appelée Uttarapatha au  IIIe siècle av. J.-C., entre Pataliputra (l'actuelle Patna), dans le prolongement de l'embouchure du Gange,  et Lahore à la frontière nord-ouest de l'Empire. Elle a ensuite été étendue de Cox's Bazar, au Bangladesh jusqu'à Peshawar, au Pakistan. Après quoi, les Moghols l'ont développée jusqu'à Kaboul, avant que les Britanniques ne reconstruisent tout le tronçon de 1757 à 1947, pendant leur domination coloniale en Inde. Le tracé de l'ancienne route a été modifié par le padishah Sher Shah Suri vers Sonargaon et Rohtas. L'extrémité afghane de la route a été reconstruite sous Mahmud Shah Durrani. La route a été largement reconstruite pendant la période britannique entre 1833 et 1860.
Elle était connue par les Européens au XVIIe siècle sous le nom de la Grande Marche (The Long Walk). Sa longueur totale est de 2 600 km.
En 1947, lors de la partition de l'Inde britannique, la route a été le lieu d'un très grand mouvement migratoire de populations : au total, quinze millions de réfugiés l'empruntèrent dans un sens ou dans l'autre, pour rejoindre l'Inde ou le Pakistan.

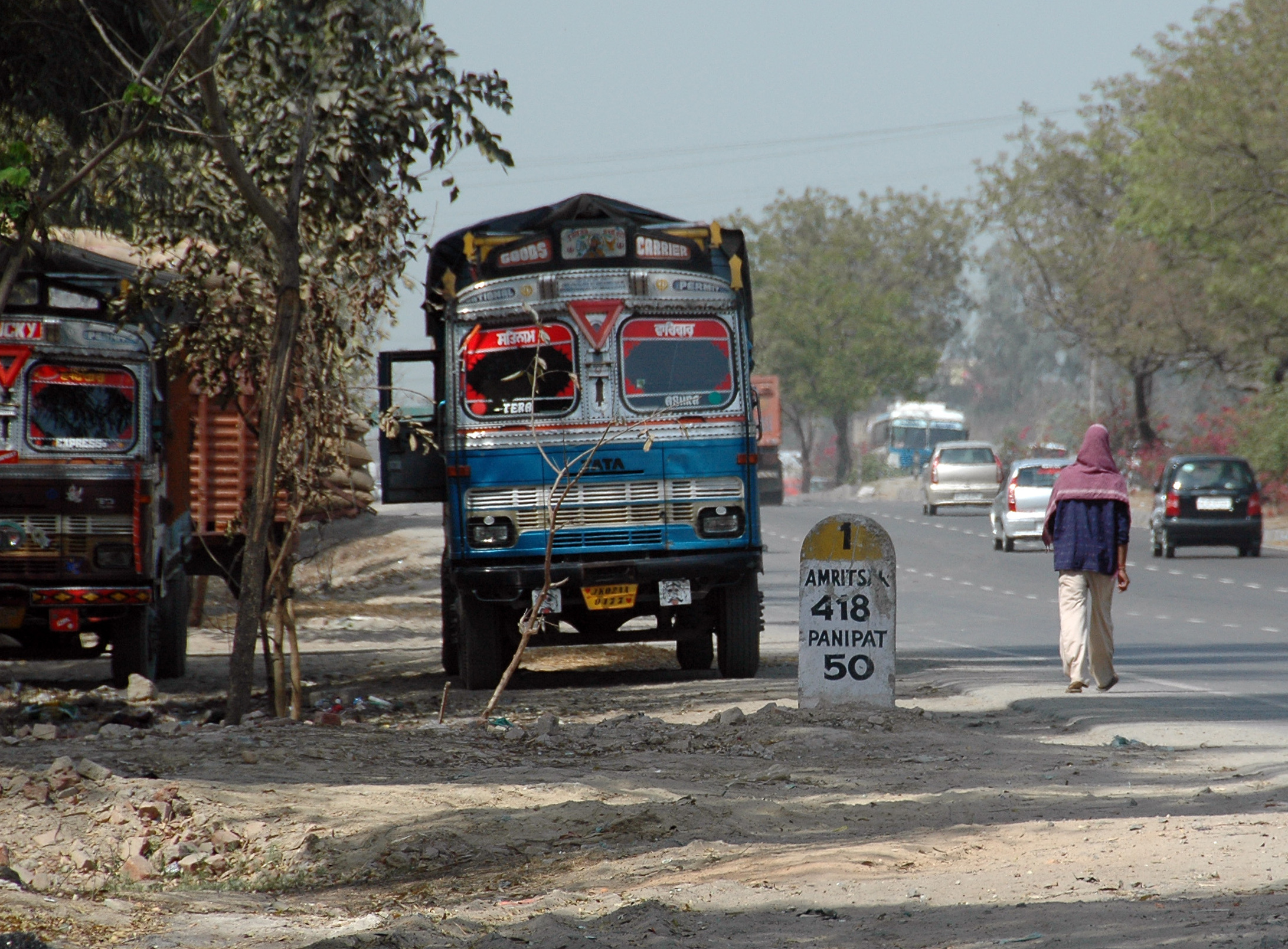
Route nationale N°1 (sortie de Delhi)

## Fiction
Une grande partie du roman Kim de Rudyard Kipling a pour décor la G.T. Rd.